# Givatayim

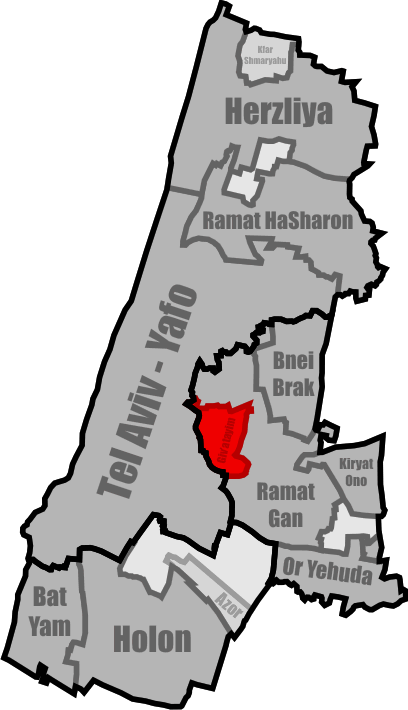
Localização de Giv'atayim no Distrito de Tel Aviv.

Givatayim (em hebraico:  גִּבְעָתַיִם, lit. "dois montes") é uma cidade de Israel, com 49.600 habitantes. Faz parte da área metropolitana de Gush Dan.

## Geminações
Givatayim possui as seguintes cidades-gémeas:
- Sfantu Gheorghe, Roménia
- Arad, Roménia
- Chattanooga, Tennessee
- Harbin, China[1]
- Vác, Hungria